# Пильщиков, Игорь Алексеевич
И́горь Алексе́евич Пи́льщиков (род. 2 января 1967 года, Новосибирск) — российский филолог, редактор журналов «Studia Metrica et Poetica» и «Pushkin Review»; с 1994 по 2013 год редактор журнала «Philologica». Доктор филологических наук (2008), профессор Калифорнийского университета в Лос-Анджелесе, профессор-исследователь Таллиннского университета; с 2002 до 2022 года ведущий научный сотрудник Института мировой культуры МГУ им. Ломоносова; с 2008 по 2010 год ведущий научный сотрудник Института языкознания Российской академии наук. Главный редактор Фундаментальной электронной библиотеки «Русская литература и фольклор»; научный редактор Русской виртуальной библиотеки. Лауреат премии Европейской академии (1997); стипендиат Таллинского университета (Лотмановская стипендия, 2009) и Фонда Михаила Прохорова (2012).

## Биография и научная деятельность
В 1991 году окончил с отличием филологический факультет Тартуского университета, в 1998 году — аспирантуру филологического факультета МГУ, в 2006 году — докторантуру Института языкознания Российской академии наук.
В 2004 году — приглашённый профессор при отделении лингвистики Пизанского университета. В 2004 и 2006 годах — приглашённый профессор при отделении славистики и центральноевропейских исследований Римского университета «La Sapienza». В 2009 году — приглашённый исследователь при институте европеистики университета Нотр-Дам (США, штат Индиана).
Основные направления исследовательской деятельности: лингвистическая поэтика, теория и история поэтического языка, стиховедение, теория и история художественного перевода, языковые контакты, история русской литературы XVIII—XIX веков, сравнительное литературоведение, русско-европейские культурные связи, история русской филологии, традиционная и компьютерная текстология, электронные библиотеки, автоматический анализ текста.

## Основные работы
Со времени первой публикации в 1988 году выпустил в свет более 200 научных трудов.
Монографии:
- Пильщиков И. А. Батюшков и литература Италии: филологические разыскания / под редакцией М. И. Шапира. — М.: Языки славянской культуры, 2003. — 314 с.
- Добродомов И. Г., Пильщиков И. А. Лексика и фразеология «Евгения Онегина»: герменевтические очерки. — М.: Языки славянских культур, 2008. — 312 с.
- Пильщиков И. А. Семь бесед о филологии и Digital Humanities: Интервью и дискуссии (2015–2021) / общая редакция и составление В. С. Полиловой. — М.: Издательство Московского университета, 2022. — 190 с.